# Natation aux Jeux olympiques d'été de 1932
Navigation
Les résultats des épreuves de natation lors des Jeux olympiques d'été de 1932 organisés à Los Angeles.
Le programme de la natation aux Jeux, qui a varié lors des premières éditions est fixé en 1924 et reste inchangé jusqu'aux Jeux de Melbourne en 1956. Pour les hommes : en nage libre, 100, 400 et 1 500 mètres en individuel et un relais 4 × 200 mètres ; en dos, 100 mètres ; en brasse, 200 mètres. Pour les femmes : en nage libre, un 100 et un 400 mètres en individuel et un relais 4 × 100 mètres ; en dos, 100 mètres ; en brasse, 200 mètres.

## Programme
Le programme des épreuves est définitivement fixé pour les Jeux de Paris en 1924 et il reste inchangé jusqu'aux Jeux de Melbourne en 1956. Il a été mis en place lors du congrès de la FINA, en marge du congrès olympique de Lausanne, le 31 mai 1921.
Le programme masculin aux Jeux de Los Angeles en 1932 est le même qu'aux Jeux de Londres en 1908 ainsi qu'aux Jeux de Paris en 1924 et aux Jeux d'Amsterdam en 1928 : en nage libre : 100, 400 et 1 500 mètres et un relais 4 × 200 mètres ; en dos : 100 mètres ; en brasse : 200 mètres. L'éphémère 400 mètres brasse présent à Stockholm en 1912 et Anvers en 1920 a en effet été retiré définitivement du programme olympique masculin en 1924. Ce programme n'évolue alors plus jusqu'aux Jeux de Melbourne en 1956.
Le programme féminin avait beaucoup varié depuis Stockholm en 1912 : il ne comptait alors que deux épreuves (en nage libre : un 100 mètres individuel et un relais 4 × 100 mètres) puis trois épreuves à Anvers en 1920 (en nage libre : un 100 et un 300 mètres en individuel et un relais 4 × 100 mètres). Aux Jeux de Paris en 1924, on monte à cinq épreuves : en nage libre : un 100 et un 400 mètres en individuel et un relais 4 × 100 mètres ; en dos : 100 mètres ; en brasse : 200 mètres. Ce programme féminin est le même à Amsterdam puis à Los Angeles car il n'évolue plus non plus jusqu'aux Jeux de 1956.

## Engagements
Alors que, lors des premiers Jeux, les inscriptions étaient libres, parfois par club sportif voire individuellement, au fur et à mesure, des limitations ont été mises en place. Depuis Londres en 1908, les nageurs représentent leur pays uniquement. À Londres en 1908 et Stockholm en 1912, un pays pouvait inscrire jusqu'à 12 nageurs ou nageuses par course,. Pour les Jeux de 1924, le nombre d'inscriptions possibles est ramené à trois nageurs ou nageuses par épreuve et un seul relais (avec la possibilité de deux remplaçants ou remplaçantes par relais). Ces nombres sont les mêmes pour les Jeux de 1928 puis ceux de 1932.

## Tableau des médailles
| Rang  | Pays            | Médaille d'or | Médaille d'argent | Médaille de bronze | Total |
| 1     | Japon           | 5             | 5                 | 2                  | 12    |
| 2     | États-Unis      | 5             | 2                 | 3                  | 10    |
| 3     | Australie       | 1             | 1                 | 0                  | 2     |
| 4     | Pays-Bas        | 0             | 2                 | 0                  | 2     |
| 5     | France          | 0             | 1                 | 0                  | 1     |
| 6     | Grande-Bretagne | 0             | 0                 | 2                  | 2     |
| 7     | Hongrie         | 0             | 0                 | 1                  | 1     |
| 8     | Afrique du Sud  | 0             | 0                 | 1                  | 1     |
| 9     | Danemark        | 0             | 0                 | 1                  | 1     |
| 10    | Philippines     | 0             | 0                 | 1                  | 1     |
| Total | Total           | 11            | 11                | 11                 | 33    |

## Podiums

### Hommes
| Épreuves             | Or                                                                                       | Argent                                                                            | Bronze                                                                          |
| Nage libre           |                                                                                          |                                                                                   |                                                                                 |
| 100 m                | Yasuji Miyazaki Japon 58 s 20                                                            | Tatsugo Kawaishi Japon 58 s 60                                                    | Albert Schwartz États-Unis 58 s 80                                              |
| 400 m                | Buster Crabbe États-Unis 4 min 48 s 40 (RO)                                              | Jean Taris France 4 min 48 s 50                                                   | Tsutomu Oyokota Japon 4 min 52 s 30                                             |
| 1 500 m              | Kusuo Kitamura Japon 19 min 12 s 40 (RO)                                                 | Shozo Makino Japon 19 min 14 s 10                                                 | Jim Cristy États-Unis 19 min 39 s 50                                            |
| Dos                  |                                                                                          |                                                                                   |                                                                                 |
| 100 m                | Masaji Kiyokawa Japon 1 min 8 s 60                                                       | Toshio Irie Japon 1 min 9 s 80                                                    | Kentaro Kawatsu Japon 1 min 10 s                                                |
| Brasse               |                                                                                          |                                                                                   |                                                                                 |
| 200 m                | Yoshiyuki Tsuruta Japon 2 min 45 s 40                                                    | Reizo Koike Japon 2 min 46 s 60                                                   | Teofilo Yldefonso Philippines 2 min 47 s 10                                     |
| Relais               |                                                                                          |                                                                                   |                                                                                 |
| 4 × 200 m nage libre | Japon Hisakichi Toyoda Masanori Yusa Yasuji Miyazaki Takashi Yokoyama 8 min 58 s 40 (RM) | États-Unis George Fissler Frank Booth Manuella Kalili Maiola Kalili 9 min 10 s 50 | Hongrie András Wanié András Székely István Bárány László Szabados 9 min 31 s 40 |

### Femmes
| Épreuves             | Or                                                                               | Argent                                                                           | Bronze                                                                             |
| Nage libre           |                                                                                  |                                                                                  |                                                                                    |
| 100 m                | Helene Madison États-Unis 1 min 6 s 80 (RO)                                      | Willy den Ouden Pays-Bas 1 min 7 s 80                                            | Eleanor Saville États-Unis 1 min 8 s 20                                            |
| 400 m                | Helene Madison États-Unis 5 min 28 s 50 (RM)                                     | Lenore Kight États-Unis 5 min 28 s 60                                            | Jenny Maakal Afrique du Sud 5 min 47 s 30                                          |
| Dos                  |                                                                                  |                                                                                  |                                                                                    |
| 100 m                | Eleanor Holm États-Unis 1 min 19 s 40                                            | Philomena Mealing Australie 1 min 23 s 30                                        | Valerie Davies Grande-Bretagne 1 min 22 s 50                                       |
| Brasse               |                                                                                  |                                                                                  |                                                                                    |
| 200 m                | Clare Dennis Australie 3 min 6 s 30 (RO)                                         | Hideko Maehata Japon 3 min 6 s 40                                                | Else Jacobsen Danemark 3 min 7 s 10                                                |
| Relais               |                                                                                  |                                                                                  |                                                                                    |
| 4 × 100 m nage libre | États-Unis Helen Johns Eleanor Saville Josephine McKim Helene Madison 4 min 38 s | Pays-Bas Willy den Ouden Puck Oversloot Corrie Laddé Marie Vierdag 4 min 47 s 50 | Grande-Bretagne Joyce Cooper Valerie Davies Edna Hughes Helen Varcoe 4 min 52 s 40 |